# Lauro Amadò
Lauro Amadò, auch bekannt als Laio (* 3. März 1912 in Lugano; † 6. Juni 1971), war ein Schweizer Fussballspieler, der von 1935 bis 1948 in der Schweizer Fussballnationalmannschaft 54 Länderspiele absolviert und dabei 21 Tore erzielt hat.

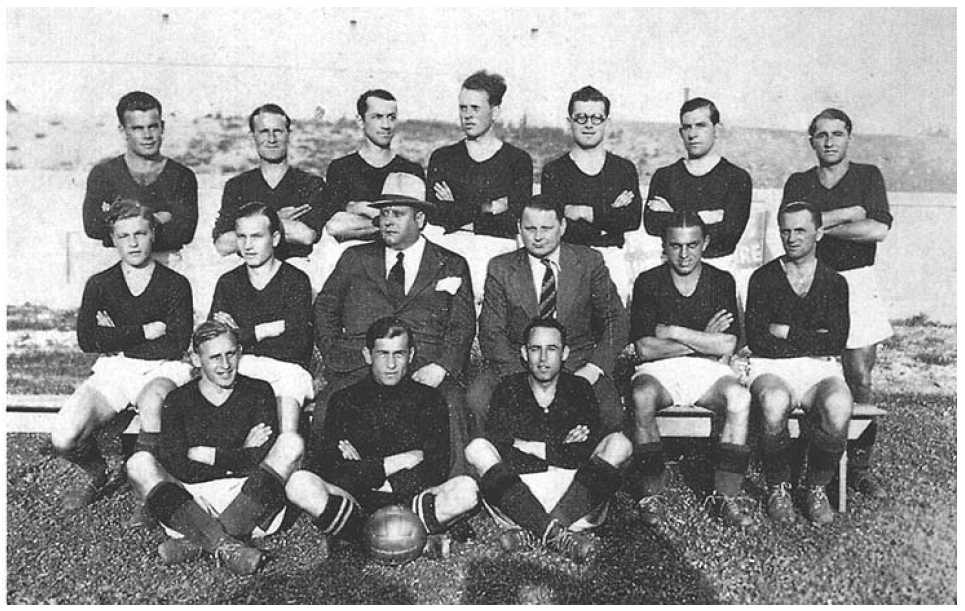
Schweizer Meister Servette FC 1933: Hinten: Käser, Loichot, Passello, L’Hôte, Kielholz, Rüegg, Lörtscher Mitte: Guinchard, Oswald, Herren (Präsident), Kellermüller (Manager), Lauro Amadò, Tax: Vorne: Marad, Séchehaye, Rappan

## Laufbahn

### Vereine
Der Luganese spielte Ende der 1920er Jahre für die Mannschaft des Restaurants "Helvetia", 1930 schloss er sich dem FC Lugano an. Der 19-jährige Angreifer, bekannt für seine akrobatischen Direktabnahmen, gewann 1930/31 mit den "Bianconeri" vom Stadio Comunale di Cornaredo auf Anhieb den Schweizer Cup. Am 10. Mai 1931 gewann er mit den Schwarz-Weissen gegen Grasshopper Club Zürich das Finale mit 2:1 Toren nach Verlängerung. Prominente Mitspieler waren die Nationalspieler Gabriele Gilardoni, Aldo Poretti und Paul Sturzenegger.

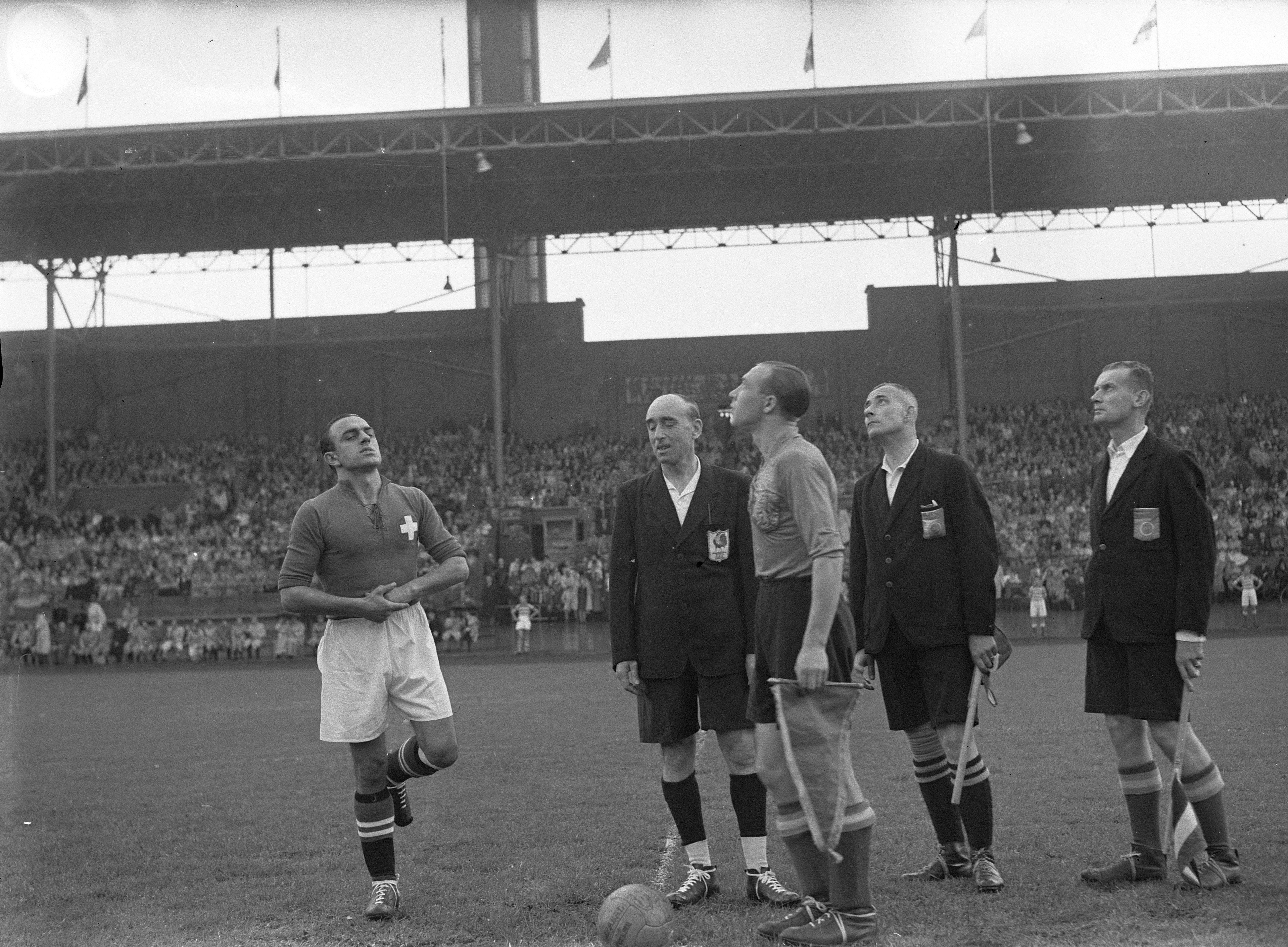
Rechts Arie de Vroet, links Lauro Amadò, Amsterdam 21. September 1947

Zum Zwecke der Sprachausbildung verbrachte der Importkaufmann danach ein Jahr in London und spielte dabei beim Amateurklub Tuffnell Park. In der Runde 1932/33 wurde er erstmals mit Servette FC Genève Schweizer Meister. Danach kehrte er wieder zu seinem Heimatverein FC Lugano zurück und konnte in der Serie 1937/38 seinen zweiten Meisterschaftsgewinn vor GCZ feiern. Mit 18 Toren führte Amado die interne Torschützenliste an – bereits 1934/35 hatte er mit 23 Toren den zweiten Platz in der Torjägerliste der National-Liga belegt – und gehörte in dieser Runde auch der erfolgreichen "Nati" an, die an der Fussballweltmeisterschaft 1938 in Frankreich teilnahm.
Ab der Runde 1940/41 stürmte Lauro Amado für die Mannschaft von Trainer Karl Rappan für die Blau-Weißen vom Stadion Hardturm in Zürich. Mit Alfred Bickel gewann er in den Jahren 1942, 1943 und 1945 dreimal die Meisterschaft und wurde 1943 beim Doublegewinn mit 31 Toren auch die Torschützenkönig in der National-Liga. Die Erfolge wurden durch die vier Cup-Siege 1941, 1942, 1943 und 1946 ausgebaut. Als GC in der Saison 1946/47 in der National-Liga A lediglich den sechsten Rang erreichte, wurde er mit 19 Treffern erneut die Torschützenkrone. Er lebte in seiner Aktivität bei GC weiterhin im Tessin und soll kein einziges Training in den zehn Jahren seines Engagements in Zürich bestritten haben. Insgesamt absolvierte Amado in der NL 355 Spiele und erzielte dabei 243 Tore. Nach seinem Karriereende verschrieb er sich dem Tennisspiel.

### Nationalmannschaft, 1935 bis 1948
Amado debütierte am 27. Januar 1935 bei der 0:4-Niederlage in Stuttgart gegen Deutschland in der Nationalmannschaft der Eidgenossen. Vor 60.000 Zuschauern stürmte der Angreifer des FC Lugano auf Rechtsaussen und bildete mit seinem Clubkollegen Aldo Poretti den rechten Flügel der "Nati". Für die Mannschaft von Reichstrainer Otto Nerz erzielte Edmund Conen drei Tore. Im Jahr der WM 1938 in Frankreich feierte der universell im Angriff einsetzbare Techniker und Torschütze mit der von Karl Rappan geführten "Nati" Erfolge, die einmal durch das von Rappan entwickelte defensive "Riegel-System" mit Konterangriffen, aber auch durch die individuelle Klasse der damaligen Nationalmannschaft zustande kam.
Am 6. Februar 1938 trotzten die Schweizer vor 78.000 Zuschauern in Köln der DFB-Mannschaft von Sepp Herberger ein 1:1-Unentschieden ab. Sieben Spieler von GCZ – Willy Huber, Severino Minelli, August Lehmann, Hermann Springer, Sirio Vernati, Alfred Bickel, Fritz Wagner – bildeten dabei das Gerüst. Komplettiert wurden das Team von Ernest Lörtscher, Eugène Walaschek und dem Torschützen Georges Aeby von Servette Genf sowie dem einzigen Spieler der Meistermannschaft des FC Lugano von 1937/38, Lauro Amado. Am 1. Mai 1938 erzielte Amado in Mailand den Treffer zur 2:0-Führung im WM-Qualifikationsspiel gegen Portugal, das die Eidgenossen mit 2:1 gewannen und sich damit für die WM-Endrunde in Frankreich qualifizierten.
Die DFB-Mannschaft war am 24. April in Frankfurt gegen Portugal nicht über ein 1:1 – Ausgleichstorschütze Otto Siffling – hinausgekommen und absolvierte am 14. Mai in Berlin gegen England die Generalprobe vor dem WM-Turnier. Vor 105.000 Zuschauern setzten sich die englischen Gäste souverän mit 6:3 Toren durch. Die deutsche Abwehr war nie in der Lage, die Stürmer – Matthews, Robinson, Broome, Goulden, Bastian – der Engländer zu halten. Alle fünf Stürmer zeichneten sich als Torschützen aus. Acht Tage später, am 21. Mai empfing auch die Schweiz in Zürich die Engländer, die mit der gleichen Aufstellung wie gegen Deutschland im Stadion Hardturm antraten. Der deutsche Schiedsrichter Peco Bauwens leitete das Spiel. Mit einer imponierenden Leistung gelang der erste Sieg einer Schweizer Fussballnationalmannschaft gegen England. Der linke Flügel mit André Abegglen und Georges Aeby sorgte für die beiden Treffer. Die taktische Variante des zurück hängenden Mittelstürmers "Fredi" Bickel verwirrte die englische Abwehr und Ernest Lörtscher neutralisierte den Dribbelkünstler Stanley Matthews und somit hielt der "Riegel" von Karl Rappan. Amado stürmte zusammen mit Walaschek am rechten Flügel. Dieser unerwartete Sieg wurde zu einem der grössten Triumphe in der Geschichte der "Nati" und veränderte völlig die Prognosen vor dem Start der Weltmeisterschaft in Frankreich, wo die Schweiz am 4. Juni in Paris gegen Deutschland anzutreten hatte. Mit der Erfolgsformation vom Englandspiel – Huber; Minelli, Lehmann; Springer, Vernati, Lörtscher; Amado, Walaschek, Bickel, Abegglen III, Aeby – trotzte die Rappan-Elf der Herberger-Mannschaft ein 1:1-Remis nach Verlängerung ab. Die Sensation glückte fünf Tage später vollends, als den Helveten mit einem 4:2-Sieg das Weiterkommen in der Weltmeisterschaft gelang. In der 75. und 78. Minute erzielte "Trello" Abegglen die zwei Siegtreffer. Ohne Spielführer Minelli und Linksaussen Aeby verlor die "Nati" am 12. Juni in Lille gegen Ungarn mit 0:2 Toren und schied aus dem Turnier aus.
Amado war auch in den imponierenden Spielen gegen Italien am 12. November 1939 (3:1-Sieg) und 3. März 1940 (1:1-Remis) wie auch bei den zwei jeweiligen 2:1-Erfolgen am 20. April 1941 und 1. Februar 1942 gegen Deutschland ein Akteur der Schweizer Fussballnationalmannschaft. Nach dem Ende des Zweiten Weltkriegs zählen auch die Spiele am 11. November 1945 in Zürich gegen Italien, wo er zum 4:4-Remis drei Treffer beisteuerte, und die zwei Erfolge am 18. Mai 1947 in Zürich gegen England (1:0 durch Jacques Fatton) und 17. Mai 1948 in Bern gegen Schottland (2:1) zu den Höhepunkten in der Karriere des Mannes aus dem Tessin in der "Nati". Mit seinem Einsatz am 5. Dezember 1948 in Dublin beim 1:0-Erfolg gegen Irland verabschiedete er sich mit 36 Jahren nach 54 Einsätzen und 21 Toren aus der Länderelf.
Die Fussballer der 1950er Jahre mussten sich mit bescheidenen Prämien und Spesen begnügen. "Lajo" Amado erhielt zu seinem 50. Länderspiel einen Filmprojektor. Ersatz für die meist mickrigen Entschädigungen waren die für den Grossteil der Bevölkerung unerschwinglichen Auslandsreisen mit ihren eigens organisierten Banketten.

## Statistik
Vereine
- 1930–1932 FC Lugano
- 1932–1934 Servette FC
- 1934–1940 FC Lugano
- 1940–1949 Grasshopper Club Zürich

Erfolge
- Schweizer Meister: 1933, 1938, 1942, 1943, 1945
- Schweizer Cup: 1931, 1941, 1942, 1943, 1946
- NLA Torschützenkönig: 1943, 1947